# گمینا نارو
گمینا نارو (به لهستانی:  Gmina Narew) یک گمینا در لهستان است که در شهرستان خاینووکا واقع شده‌است. گمینا نارو ۳۳۹٫۴۸ کیلومتر مربع مساحت و ۴٬۱۳۸ نفر جمعیت دارد.